# 2003 у літературі

## Видання
- Видавництво україномовного перекладу Віктора Морозова, Софії Андрухович та "А-БА-БА-ГА-ЛА-МА-ГА" четвертого роману про Гаррі Поттера "Гаррі Поттер і келих вогню"

## Померли
- 12 березня — Говард Фаст (народився в 1914), американський письменник
- 21 червня — Леон Юріс (народився в 1924), американський письменник
- 16 липня — Керол Шилдс (народився в 1935), канадський письменник